# Cryphia westroppi
Cryphia westroppi là một loài bướm đêm trong họ Noctuidae.